# Plymouth Breeze

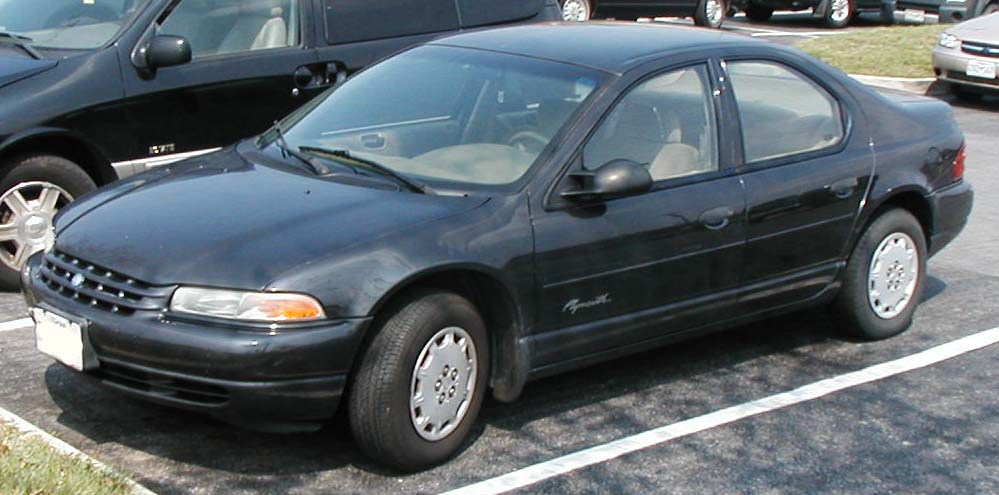
Plymouth Breeze

El Plymouth Breeze va ser un cotxe de tipus mid size presentat el 1996 com a substitut del Plymouth Acclaim. Basat amb el xassís JA, el mateix que usaven els Dodge Stratus i Chrysler Cirrus. Quan va ser presentat, el Breeze només tenia un nivell d'equipament. El 1997 Car and Driver va incloure'l a la llista dels 10 millors. El Breeze va deixar-se de vendre el 2000, a conseqüència de la desaparició de la marca Plymouth. El Breeze va ser el model econòmic d'accés dels cotxes "Cloud Cars" de Chrysler, i no va tenir cap motor V6 com van tenir els altres "Cloud Cars" (Dodge Stratus i Chrysler Cirrus).
El Breeze va ser fabricat a Sterling Heights, Michigan.

## Disseny
El Breeze va utilitzar el disseny cab forward, introduït en els vehicles que usaven la plataforma LH dels Chrysler Concorde, Dodge Intrepid i Eagle Vision el 1993. D'aspecte exterior com interior el Breeze era molt semblant al Cirrus i Stratus, amb algunes modificacions que afectaven a detalls com per exemple la graella eggcrate (típica dels Plymouth d'aquella època).

## Informació general
Mides del Breeze:
Batalla (Wheelbase): 2,743 m (108 in)
Llargada (Length): 4,749 m (187 in)
Amplada (Width): 1,803 m (71 in)
Alçada (Height): 1,374 m (54.1 in)
Pes (Curb weight): 1463 kg (3,181 lb)
Mecànicament només s'oferia amb 2 motors. Un 2.0L A588 de 132 cv i un 2.4L EDZ de 4 cilindres d'origen Chrysler de 150 cv.
En transmissions, una caixa manual de 5 velocitats i una automàtica de 4 velocitats Ultradrive 41TE.
La NHTSA ha qualificat el Breeze del 2000 amb 3 estrelles (conductor) i 4 estrelles (passatger) en el xoc frontal.  Arxivat 2007-09-28 a Wayback Machine..
Rivals del Breeze són el Ford Contour, Chevrolet Malibu o el Nissan Altima.